# Vodolahî (Bilovodî), Sumî
Vodolahî (în ucraineană Водолаги) este un sat în comuna Bilovodî din raionul Sumî, regiunea Sumî, Ucraina.

## Demografie
Componența lingvistică a localității Vodolahî
     Ucraineană (92,11%)
     Rusă (7,89%)
Conform recensământului din 2001, majoritatea populației localității Vodolahî era vorbitoare de ucraineană (92,11%), existând în minoritate și vorbitori de rusă (7,89%).